# Archie Alleyne
Archibald Alexander Alleyne (Toronto, 7 januari 1933 – aldaar, 8 juni 2015) was een Canadese jazzdrummer.

## Biografie
Alleyne groeide op in het stadsdeel Kensington Market van Toronto en was autodidact op het drumstel. Zijn muzikantencarrière begon als drummer in de jazzclub Town Tavern, waar hij tijdens de jaren 1950 te gast zijnde jazzgrootheden als Billie Holiday, Lester Young, Stan Getz, Coleman Hawkins en Ben Webster begeleidde. In 1967 moest hij zijn muziekcarrière tijdelijk onderbreken, nadat hij bij een auto-ongeluk zwaar werd gewond. Vanaf 1969 hield hij zich bezig als restauranteigenaar. Begin jaren 1980 begon Alleyne weer als muzikant te werken, toen hij met Frank Wright een gezamenlijk kwartet leidde en een album opnam.
In 1989 toerde hij met Oliver Jones in het Caribisch gebied en Afrika, vastgelegd in de concertfilm Called Oliver Jones in Africa uit 1990. Van 1956 tot 2012 werkte hij mee bij 39 opnamesessies, o.a. bij Peter Appleyard, Moe Koffman, Phil Nimmons, Jay McShann, George Benson, Junior Mance, Jim Galloway en Ranee Lee. Bovendien richtte hij het Archie Alleyne Fund op voor nachwuchsmuzikanten.
Kort voor zijn overlijden voltooide Alleyne nog zijn autobiografie Colour Me Jazz: The Archie Alleyne Story.

## Onderscheidingen
Alleyne werd in 2012 benoemd tot Lid van de Order of Canada. In 2015 werd hij onderscheiden met de Harry Jerome Award.

## Overlijden
Archie Alleyne overleed in juni 2015 op 81-jarige leeftijd aan de gevolgen van kanker.

## Discografie
- 1983: Archie Alleyne • Frank Wright Quartet Featuring Wray Downes & Steve Wallace: Up There (From Bebop to Now)

- International Standard Name Identifier: 0000 0000 7395 9416
- Library of Congress Control Number: no99021546
- Virtual International Authority File: 200149196476174791679
- WorldCat: E39PBJkD4mD8tKCqhc6RBG6BT3